# Gaëtan Bloom
Pour les articles homonymes, voir Bloom et Blum.
Gaëtan Bloom, de son vrai nom Jean-Louis Blum, est un acteur et prestidigitateur français, né à Paris en 1953.

## Biographie
Il est plus particulièrement connu dans le domaine de la magie qu'il a d'ailleurs utilisée dans certaines scènes du film  Les Sous-doués. Le « débinage » (révélation de l'explication de certains tours de magie) est critiqué par la profession des artistes prestidigitateurs : pour tenir compte de cette critique, les tours de magie utilisés dans le film Les Sous-doués en vacances sont alors totalement farfelus. Il est l'élève du prestidigitateur Dominique Webb. Ami de grands illusionnistes tels que Gérard Majax ou Ken Brooke, il a montré ses talents notamment dans son numéro au célèbre cabaret Crazy Horse ou au concours de la Fédération internationale des sociétés magiques (FISM).

## Filmographie

### Cinéma
- 1974 : Lacombe Lucien : Patrick Vaugeois, le fils du docteur
- 1975 : Les Bijoux de famille : Antoine
- 1980 : Les Sous-doués : Gaëtan
- 1980 : Je vous aime : le prestidigitateur
- 1980 : Inspecteur la Bavure : le clochard
- 1981 : Fifty-Fifty : le premier directeur sportif
- 1982 : Les Sous-doués en vacances : Gaëtan
- 1983 : The Good Old Days : Gaëtan
- 1984 : Le Fou du roi : le voisin
- 1984 : Nemo : Pouchkine
- 1989 : Les cigognes n'en font qu'à leur tête : un badaud
- 1990 : Promotion canapé : Jean 28
- 1990 : Henry et June : l'ami magicien no 3 d'Henry
- 1999 : Astérix et Obélix contre César : Plaintecontrix

### Télévision
- 1970 : Les Galapiats (Série TV) : Byloke

## Distinctions
- 2006 : Prix spécial de "créativité et de vision" au concours international de la Fédération internationale des sociétés magiques (FISM)
- 2017 : Fred Kaps Award

## Publications
- Gaetan Bloom : Full Bloom volume 1 et volume 2 [2]
- Les Enfants du Lys (Septembre 2000) - 220 p. - 32 tours originaux (cartes, anneaux, cordes ou pièces, disque CD, lames de rasoir, billes ou mentalisme... ) décrits par un collectif, membres du Collège des Artistes Magiciens du Poitou, et parrainé par Gaëtan Bloom, Jean-Jacques Sanvert et Jean-Pierre Vallarino

## Hommage
- Journal De La Prestidigitation, no 328 du 01/05/1979. Couverture consacrée à Bloom.